# Magou Doucouré
Magou Doucouré (Parigi, 21 ottobre 2000) è una calciatrice francese, difensore del Napoli.

## Carriera

### Club
Doucouré ha iniziato a giocare a calcio all'età di dieci anni per il Racing Club Argenteuil. Dopo quattro anni, è entrata nel settore giovanile del Paris Saint-Germain, dove ha giocato per una stagione. Dal 2015 al 2017 ha giocato nella squadra U19 del FCF Juvisy.
Nell'estate 2017 si trasferisce allo Stade Reims, per la stagione 2017-2018 iscritto alla Division 2 Féminine, secondo livello del campionato francese femminile di calcio, dove poco meno che diciassettenne viene inserita nella rosa della prima squadra. Sotto la guida tecnica di Amandine Miquel ha debuttato con la nuova maglia il 17 settembre 2017, alla 2ª giornata di campionato, nella vittoria casalinga per 3-0 con il Lorient. In seguito Miquel continua a darle fiducia impiegandola in altri 15 incontri di campionato, dove segna anche il suo primo gol il 25 marzo 2018, aprendo le marcature nell'incontro in trasferta l'Issy-les-Moulineaux, terminato poi 2-2, ai quali si aggiungono le 2 presenze in Coppa di Francia.
Nella stagione successiva ha collezionato 18 presenze nel campionato di D2, contribuendo alla promozione della squadra in Division 1 Féminine. Rimane legata al club di Reims per le successive quattro stagioni, venendo promossa a capitano della squadra dalla stagione 2022-2023, stagione dove supera anche il traguardo delle 100 presenze in campionato.

## Statistiche

### Presenze e reti nei club
Statistiche aggiornate al 22 luglio 2025.
| Stagione           | Squadra            | Campionato         | Campionato | Campionato | Coppe nazionali | Coppe nazionali | Coppe nazionali | Coppe continentali | Coppe continentali | Coppe continentali | Altre coppe | Altre coppe | Altre coppe | Totale | Totale |
| Stagione           | Squadra            | Comp               | Pres       | Reti       | Comp            | Pres            | Reti            | Comp               | Pres               | Reti               | Comp        | Pres        | Reti        | Pres   | Reti   |
| ------------------ | ------------------ | ------------------ | ---------- | ---------- | --------------- | --------------- | --------------- | ------------------ | ------------------ | ------------------ | ----------- | ----------- | ----------- | ------ | ------ |
| 2017-2018          | Stade Reims        | D2                 | 16         | 1          | CF              | 2               | 0               | -                  | -                  | -                  | -           | -           | -           | 18     | 1      |
| 2018-2019          | Stade Reims        | D2                 | 18         | 0          | CF              | 1               | 0               | -                  | -                  | -                  | -           | -           | -           | 19     | 0      |
| 2019-2020          | Stade Reims        | D1                 | 15         | 0          | CF              | 2               | 0               | -                  | -                  | -                  | -           | -           | -           | 17     | 0      |
| 2020-2021          | Stade Reims        | D1                 | 19         | 0          | CF              | 1               | 0               | -                  | -                  | -                  | -           | -           | -           | 20     | 0      |
| 2021-2022          | Stade Reims        | D1                 | 19         | 0          | CF              | 2               | 0               | -                  | -                  | -                  | -           | -           | -           | 21     | 0      |
| 2022-2023          | Stade Reims        | D1                 | 20         | 0          | CF              | 3               | 0               | -                  | -                  | -                  | -           | -           | -           | 23     | 0      |
| Totale Stade Reims | Totale Stade Reims | Totale Stade Reims | 106        | 1          | -               | 11              | 0               | -                  | -                  | -                  | -           | -           | -           | 117    | 1      |
| 2023-2024          | Lilla              | D1                 | 11         | 0          | CF              | 2               | 1               | -                  | -                  | -                  | -           | -           | -           | 13     | 1      |
| 2024-2025          | Bayern Monaco      | BL                 | 0          | 0          | CG              | -               | -               | UWCL               | 1                  | 0                  | ST          | -           | -           | 1      | 0      |
| 2025-2026          | Napoli             | A                  | -          | -          | CI              | -               | -               | -                  | -                  | -                  | AWC         | -           | -           | -      | -      |
| Totale carriera    | Totale carriera    | Totale carriera    | 117        | 1          | -               | 13              | 1               | -                  | 1                  | 0                  | -           | -           | -           | 131    | 2      |

## Palmarès

### Club
- Campionato francese di seconda divisione: 1

Stade Reims: 2018-2019